# Не дихай
«Не дихай» (англ. Don't Breathe) — американський фільм жахів, знятий Феде Альваресом. Прем'єра стрічки відбулась 12 березня 2016 року на кінофестивалі South by Southwest в Остіні, а в український широкий прокат фільм вийшов 6 жовтня 2016 року. Фільм розповідає про трьох грабіжників, які забираються в будинок самотнього сліпого старця з метою вкрасти величезну суму грошей.

## Сюжет
Роккі, Алекс і Мані заробляють на життя в Детройті пограбуваннями будинків, які вони здійснюють за допомогою ключів систем безпеки, які Алекс краде у свого батька. Награбоване вони продають через знайомого Мані, проте за останні грабежі вони виручають малу суму. Тому після деяких коливань вони йдуть на ризиковану справу — пограбування сліпого ветерана війни в Іраку, Нормана Нордстрома, який отримав 300 тисяч доларів як компенсацію за смерть своєї доньки, яку збила заможна жінка на ім'я Сінді Робертс. Вкравши ці гроші вони, особливо Роккі зі своєю маленькою сестрою Дідді, хочуть переїхати до Каліфорнії.
Наступної ночі грабіжники вламуються в будинок Нордстрома, думаючи що сліпий старий немічний. Не знайшовши грошей вони починають сваритися, у результаті чого Алекс залишає будинок. У цей час Роккі і Мані зненацька застають поряд старого, який прокинувся від галасу. Мані починає погрожувати йому пістолетом, однак старий з легкістю забирає у нього зброю і вбиває, так і не дізнавшись, що в будинку залишилися ще двоє грабіжників (Алекс після пострілів повернувся в будинок).
Після цього Норман забиває двері та вікна і перевіряє на очах у Роккі сейф, в якому виявляється набагато
більше 300 тисяч доларів. Поки старий розбирається з тілом Мані, Алекс і Роккі крадуть всі гроші і спускаються в підвал, де знаходять зв'язану Сінді Робертс, яку вони в результаті звільняють. У цей час Норман здогадується, що в будинку є ще грабіжники, і стрімко спускається в підвал, де навмання стріляє з пістолета, вбиваючи Сінді.
Після низки перестрілок і бійок Норман сильно ранить Алекса і ловить Роккі. Він розповідає своїй новій полонянці, що Сінді носила його дитину, щоб замінити йому доньку, яку вона вбила. Старий збирається осіменити Роккі, але його збиває з ніг Алекс. Вони приковують Нормана, забирають гроші і вирішують не викликати поліцію, так як в будинку занадто багато їх крові. На виході з будинку звільнений Норман вбиває з пістолета Алекса, однак Роккі з грошима вдається втекти. Розібравшись з собакою Нормана і діставшись до машини Мані, вона не знаходить в ній ключі, і внаслідок старий знову її бере в полон і притягує до себе додому. Там вона, скориставшись моментом, активує сигналізацію і сильно б'є Нормана. Роккі забирає гроші і встигає втекти з дому до того, як з'являється поліція. Після деякого часу Роккі зі своєю сестрою Дідді очікує потяг на Лос-Анджелес. Перед посадкою вона помічає репортаж по телевізору, в якому говориться, що сліпий ветеран Норман Нордстром героїчно вижив після пограбування, убивши двох грабіжників.

## У ролях
| Актор             | Роль                                            |
| ----------------- | ----------------------------------------------- |
| Стівен Ленг       | Норман Нордстром (сліпий ветеран війни в Іраку) |
| Джейн Леві        | Роккі                                           |
| Ділан Міннетт     | Алекс                                           |
| Деніел Дзоватто   | Мані                                            |
| Франциска Теречік | Сінді Робертс                                   |
| Емма Берковічі    | Дідді (молодша сестра Роккі)                    |
| Крістіан Сагіа    | Рауль (знайомий Мані, який збуває грабоване)    |
| Катя Бокор        | Джинджер (мати Роккі та Дідді)                  |
| Сергій Онопко     | Тревор (хлопець Джинджер)                       |

## Виробництво
Зйомки фільму почались 29 червня 2015 року. Увесь знімальний процес проходив в Угорщині, лише декілька кадрів були зняті в Детройті, де і відбувається дія фільму.